# Éperonnier de Germain
Polyplectron germaini
Espèce
Statut de conservation UICN

 VU  : Vulnérable
Statut CITES
L'Éperonnier de Germain (Polyplectron germaini) est une espèce d'oiseaux de la famille des Phasianidae. Son nom scientifique comme son nom vernaculaire commémore le vétérinaire de l'armée coloniale française Louis Rodolphe Germain.

## Distribution
Au Vietnam, à l'est de la Cochinchine et sud de l’Annam, des provinces de Bienhoa et de Honquan jusqu’à Quinhon au nord (lat. 14°N).

## Dénomination et taxonomie
L’éperonnier de Germain a été officiellement nommé Polyplectron germaini par Elliot en 1866, en hommage à L. Germain qui découvrit l’espèce en Cochinchine et envoya les premiers exemplaires en Europe. À Paris, les premiers spécimens vivants arrivèrent en 1875. Elliot l’avait classé comme espèce propre mais Beebe (1918-22) l’avait repris comme sous-espèce de l’éperonnier chinquis (Polyplectron bicalcaratum germaini). La taxonomie moderne le considère comme espèce distincte en raison de l’absence d’intergradation typique entre ces deux taxons, et en raison de son isolement qui explique le développement de caractères morphologiques spécifiques (pas de huppe ni de crinière, plumage foncé, caroncules rouges). Des travaux récents, en biologie moléculaire, montrent d’ailleurs qu’il s’agit bien d’une espèce distincte (Kimball et al. 2001), probablement plus proche d’inopinatum que de bicalcaratum.

## Habitat
L’éperonnier de Germain fréquente la jungle humide et autres habitats forestiers de 0 à 1400m voire 1800m.

## Alimentation
Il n’existe aucune donnée en milieu naturel mais Hennache & Ottaviani (2006) supposent, d’après leurs observations en captivité, que le régime est le même que celui des autres éperonniers, c’est-à-dire omnivore.

## Comportement non social
Il s’agit d’un éperonnier farouche et difficile d’observation mais il peut néanmoins être commun dans certains sites favorables comme, par endroits, dans le Nam Bai Cat Tien National Park où il évolue dans les forêts en coupes et dans les fourrés de bambous épineux. Des appels sonores trahissent sa présence et sont souvent émis en réponse à d’autres mâles des environs. Il s’enfuit habituellement en courant. Cependant, en cas de danger pressant, il prend son essor dans un vol bas et rapide (Madge & McGowan, 2002).

## Comportement social
Les rares observations de terrain montreraient qu’ils vivent en couple ou en famille. Cependant, comme dans le cas de l’éperonnier chinquis, les données obtenues en captivité suggèrent que le régime n’est pas aussi strictement monogame que certains auteurs le pensent et que la polygamie est possible (Hennache & Ottaviani 2006).

## Parade nuptiale
D’après Hennache & Ottaviani (2006), la parade est très similaire à celle de l’éperonnier chinquis avec un moindre déploiement des rectrices et des rémiges . Il commence par gonfler légèrement le plumage et déployer à demi les rectrices, tournant autour de la femelle, puis avançant lentement vers elle pour déposer rapidement un fragment de nourriture au sol. Il se retire alors vivement pour entamer aussitôt une parade mi-frontale, mi-latérale, rectrices plus largement déployées, poitrine abaissée vers le sol, aile vers la femelle semi-étalée et aile opposée semi-relevée, exhibant ainsi ses ocelles.

## Nidification
Peu d’informations émanant du milieu naturel hormis la découverte d’un nid placé dans une cavité peu profonde, tapissée de duvet et contenant un seul œuf ainsi que l’observation d’un couple avec un poussin au mois d’avril. La saison dure, au moins, de février à avril (Madge & McGowan 2002).

## Statut, conservation
Actuellement, il est représenté dans au moins cinq zones protégées, dont le Nam Bai Cat Tien National Park et le Cat Loc Nature Reserve (centre-sud du Viêtnam) qui ont fait l’objet d’un important programme de protection initié en 1998, et à six autres sites dans la province du Dak Lak. Selon une estimation de l’étendue d’habitat favorable et d’après des faits anecdotiques, ses effectifs ont été évalués à moins de 10 000 oiseaux mais la poursuite de la destruction de son biotope laisse craindre un déclin de l’espèce. La première menace tient à la destruction de l’habitat qui tend à fragmenter les populations. L’exploitation commerciale du bois, la colonisation de nouvelles terres et les coupes en forêt pour la mise en culture des terres sont autant de dangers liés aux activités agricoles. Le second danger vient de la chasse alimentaire et du braconnage qui ont cours même dans les zones protégées du fait d’un manque crucial de personnel et de moyens (Madge & McGowan 2002, Hennache & Ottaviani 2006).